# قزل-بیرق (شهرستان اوزکند)
قزل-بیرق (به لاتین: Kyzyl-Bayrak) یک منطقهٔ مسکونی در قرقیزستان است که در شهرستان اوزکند واقع شده‌است. قزل-بیرق ۸۷۹ نفر جمعیت دارد.